# Hong Yan
Hong Yan (China, 23 de octubre de 1966) es una atleta china retirada, especializada en la prueba de 10 km marcha, en la que llegó a ser medallista de bronce mundial en 1987.

## Carrera deportiva
Ganó la medalla de bronce en los 10 km marcha en el Mundial de Roma 1987, con un tiempo de 44:42 segundos; llegó a meta tras la soviética Irina Strakhova (oro) y la australiana Kerry Saxby (plata).